# Oxalis sleumeri
Oxalis sleumeri là một loài thực vật có hoa trong họ Chua me đất. Loài này được Lourteig mô tả khoa học đầu tiên năm 1995.